# 柳班战役
柳班战役（俄语： 德語：）是第二次世界大战苏德战争列宁格勒围城战中的一次战役，发生于1942年1月7日至4月30日，是苏联军队发起的一次攻势，目的是突破德军对列宁格勒的包围，包围并消灭围城的德军。此次战役中，苏军突击第2集团军被歼灭，司令安德烈·安德烈耶维奇·弗拉索夫被俘虏。